# Anne-Marie Walters
Anne-Marie Walters MBE (Genebra, 16 de Março de 1923 – 3 de outubro de 1998) foi uma oficial da WAAF recrutada para participar da Executiva de Operações Especiais durante a Segunda Guerra Mundial. Seu codinome era Colette.

## Origens
Walters nasceu em Genebra, filha de um pai inglês, F. P. Walters, que tinha sido Vice-Secretário-Geral da Liga das Nações, e de mãe francesa. A família se mudou da Suíça para a Inglaterra após a eclosão da guerra e Walters, inicialmente, juntou-se a WAAF em 1941 (Número de Serviço de 2001920).

## Serviço Militar
Em 6 de julho de 1943, foi recrutada para a SOE e durante o verão e o outono do mesmo ano, fora submetida a treinamento como um agente na SOE Special Training School 23 em Loch Morar, na Escócia.
A primeira tentativa de saltar de pára-quedas na França, em dezembro de 1943, falhou por causa do mau tempo sobre a área de pouso e terminou com uma aterrissagem forçada na Inglaterra (em um aeródromo por causa do nevoeiro). Há um dramático relato deste incidente no primeiro capítulo de seu livro.
Na companhia de um companheiro, o agente Claude Arnault (Néron), ela saltou com sucesso na província de Armagnac, área no sudoeste da França, na noite de 3/4 de janeiro de 1944, para participar do circuito WHEELWRIGHT de George Starr. Walters atuou como mensageira para Starr até depois do Dia D. Ela trabalhou ao lado de Yvonne Cormeau (Operadora de Rádio de Starr).
No seu regresso à grã-Bretanha, em agosto de 1944, Walters tentou voltar para a França em serviço ativo, se não com a SOE então com as Forças Francesas Livres, mas não foi bem sucedida. Tendo sido promovida ao posto de Oficial de Seção em Maio de 1944, enquanto ela estava em campo, Walters renunciou a sua comissão em novembro de 1944 e deixou a SOE ao mesmo tempo. Ela foi posteriormente agraciada com a MBE (divisão civil) por seu trabalho na França ocupada e, da França, a Croix de Guerre e a Médaille de la Reconnaissance française.

## Pós-Guerra
Posteriormente ela publicou um relato de suas experiências em Moondrop to Gascony (Macmillan, 1946; Moho Books, 2009). O livro fornece um vívido retrato de Starr (Le Patron no livro) e também de Arnault (Jean-Claude no livro), com o qual Walters foi romanticamente envolvida. Moondrop to Gascony ganhou o John Llewellyn Rhys Prize em 1947.
Após a guerra, Walters viveu na Espanha e na França, e era conhecida como tradutora e editora sob seu nome de casada, Anne-Marie Comert. Ela morreu na França em 1998 com 75 anos.